# Герберт Вас
Герберт Вас (нім. Herbert Waas, нар. 8 вересня 1963, Пассау) — німецький футболіст, що грав на позиції нападника, зокрема, за «Баєр 04», у складі якого — володар Кубка УЄФА, а також національну збірну Німеччини.

## Клубна кар'єра
Народився 8 вересня 1963 року в місті Пассау. Вихованець юнацької команди місцевого однойменного клубу.
У дорослому футболі дебютував 1981 року виступами за команду клубу «Мюнхен 1860», в якій провів один сезон, взявши участь у 35 матчах чемпіонату. 
Своєю грою за цю команду привернув увагу представників тренерського штабу клубу «Баєр 04», до складу якого приєднався 1982 року. Відіграв за команду з Леверкузена наступні сім сезонів своєї ігрової кар'єри. Більшість часу, проведеного у складі «Баєра», був основним гравцем атакувальної ланки команди. У складі «Баєра» був одним з головних бомбардирів команди, маючи середню результативність на рівні 0,34 голу за гру першості і тричі ставши найкращим бомбардиром команди у сезонах Бундесліги. У розіграші 1987/88 виборов титул володаря Кубка УЄФА.
Згодом з 1989 по 1995 рік грав в Італії за «Болонью», на батьківщині за «Гамбург» та у Швейцарії за  «Цюрих».
Завершив професійну ігрову кар'єру у клубі «Динамо» (Дрезден), за команду якого провів п'ять матчів 1995 року.

## Виступи за збірну
1983 року дебютував в офіційних матчах у складі національної збірної Німеччини. Протягом кар'єри у національній команді, яка тривала 6 років, провів у формі головної команди країни 11 матчів, забивши 1 гол.

## Титули і досягнення
- Володар Кубка УЄФА (1):

«Баєр 04»: 1987/88
- Чемпіон Європи (U-18): 1981